# Kong Svends Høj (Lolland)

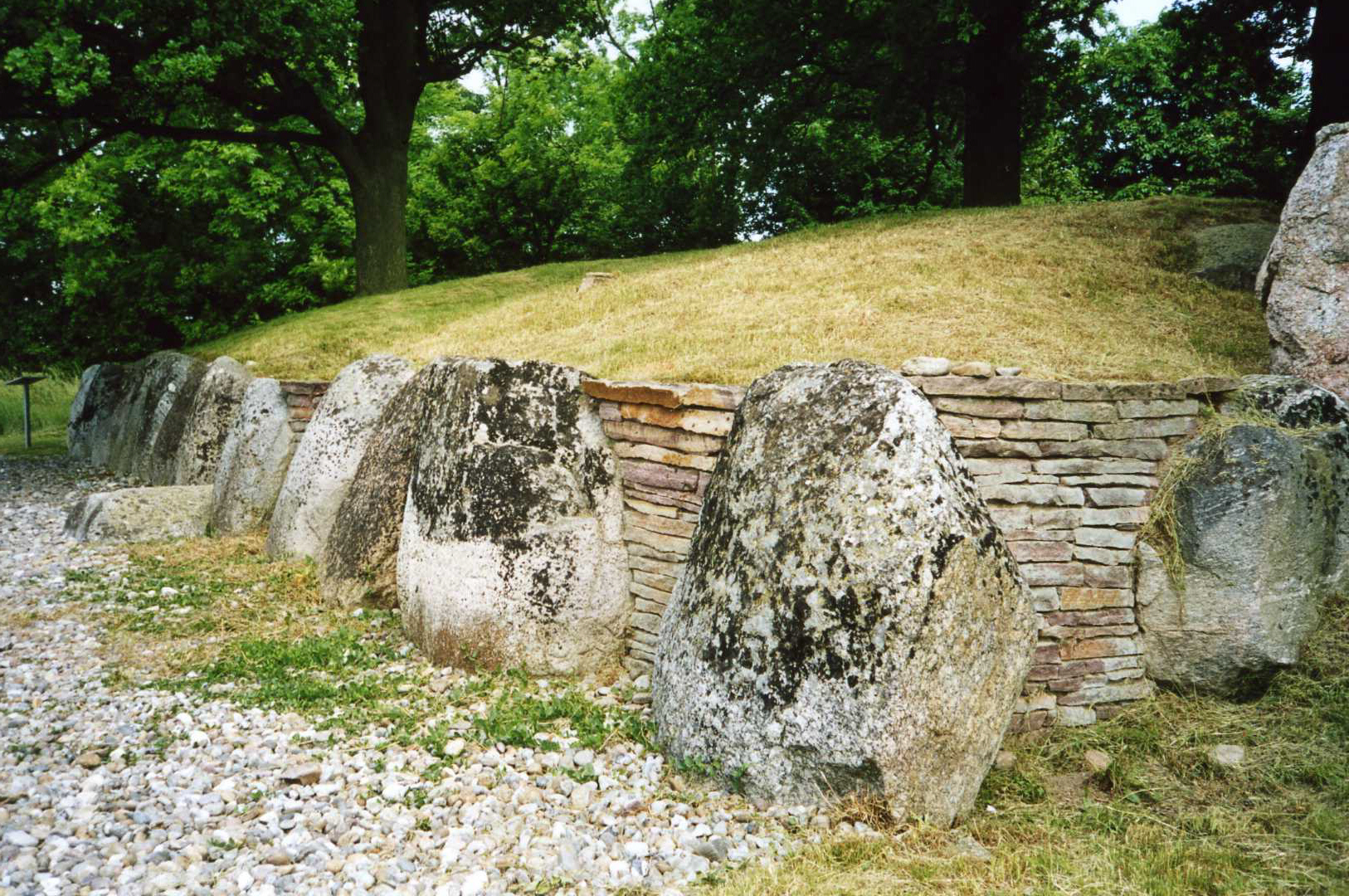
Kong Svends Høj – mit Zwischenmauerwerk – dän. tørmur – zwischen den Randsteinen

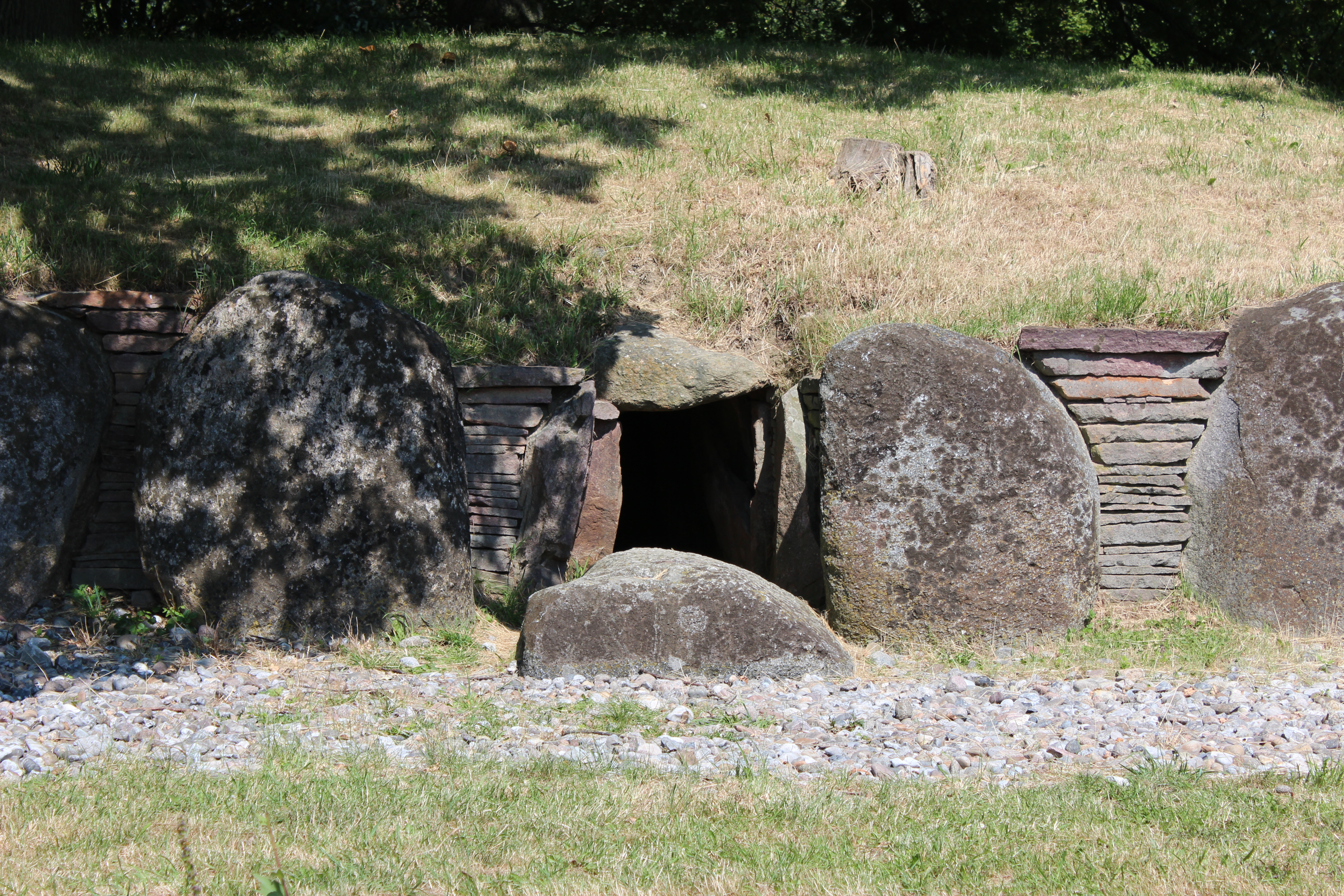
Zugang

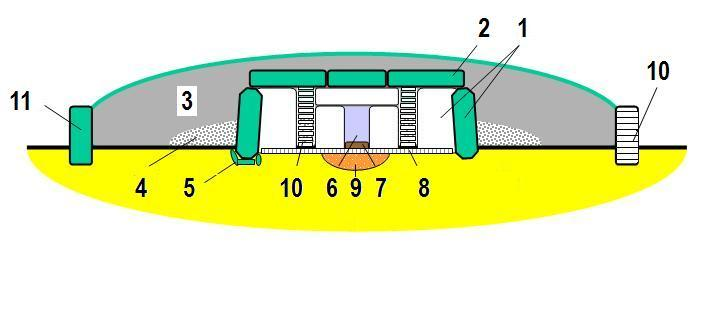
Schema Ganggrab (Querschnitt) 1=Trag-, 2= Deckstein, 3=Erdhügel, 4=Dichtung, 5=Verkeilsteine, 6=Zugang, 7= Schwellenstein. 8=Bodenplatten, 9=Unterbodendepots, 10=Zwischenmauerwerk 11=Randsteine

Kong Svends Høj (auch Svens Høj – dt. König-Svens-Hügel) ist neben dem Ganggrab von Listrup (mind. 13 m) auf Falster, dem Doppel-Ganggrab Drysagerdys (13,2 + 11,8 m), dem Ganggrab Græse (12,5 m), dem Rævehøj von Vester Egesborg (11,5 m), dem Birkehøj (alle auf Seeland) und dem Ganggrab von Store Elmue auf Lolland (beide 11,0 m lang), sowie Kong Asger Høj und Jordehøj auf Møn und dem Mårhøj auf Fünen (je 10,0 m) eines der größten und besterhaltenen Ganggräber Dänemarks. 
Längere Kammern gibt es 
- in Schweden nur im Falbygden (z. B. Ragnvalds Grab mit 16 Metern).
- In Deutschland (De hoogen Steener mit 28 m) und
- in den Niederlanden (z. B. D27 in Borger 22,5 m) sind die Emsländischen Kammern teilweise wesentlich länger.

Das Denkmal aus der Jungsteinzeit ist eine Anlage der Trichterbecherkultur (TBK). Es entstand zwischen 3500 und 2800 v. Chr. und liegt südlich der Straße 289 sowie östlich von Horslunde auf der Insel Lolland. Das Ganggrab ist eine Bauform jungsteinzeitlicher Megalithanlagen, die aus einer Kammer und einem baulich abgesetzten, lateralen Gang besteht. Diese Form ist primär in Dänemark, Deutschland und Skandinavien sowie vereinzelt in Frankreich und den Niederlanden zu finden. Neolithische Monumente sind Ausdruck der Kultur und Ideologie neolithischer Gesellschaften. Ihre Entstehung und Funktion gelten als Kennzeichen der sozialen Entwicklung.

## Beschreibung
Die Megalithanlage hat eine 12,3 m lange, leicht trapezoide, in etwa zwei Meter breite Kammer, die aus 22 Tragsteinen besteht, die sieben Decksteine tragen. Das verhältnismäßig kurze, rechteckige, für Langeland und Lolland typische Hünenbett besteht aus Randsteinen mit Zwischenmauerwerk, die Höhen zwischen 1,6 und 1,7 m erreichen. Die seitlichen Fassaden sind ein wenig konkav, wie es auch bei anderen Anlagen gelegentlich der Fall ist. Die Randsteine nehmen hier jedoch in der Größe zur Mitte hin zu und erreichen Höhen von über zwei Metern. Diese in etwa dachförmige Anordnung ist äußerst ungewöhnlich und findet in Dänemark keine Parallelen. Vielmehr ist eine Betonung der Eckbereiche durch große Wächtersteine eine regelhaftere Form. Einige Steine sind aus Granit, Porphyr und Pegmatit, die eine rötliche Färbung haben. 1941/42 wurde die Anlage von Thorkild Ramskou und Julis Raklev ausgegraben. Bei dieser Ausgrabung fand man den Zugang auf der westlichen Seite des Hügels. Dies ist untypisch für Ganggräber, die den Zugang regelhaft im Osten haben. Eine weitere Ausgrabung erfolgte 1973.
Mythische Königsnamen verknüpfen sich auch an anderen Orten Dänemarks/Schleswigs mit vorzeitlichen Denkmälern:
- Kong Asger Høj (auf Møn),
- Kong Grøns Høj (auf Lolland),
- Kong Humbles Grav, Kong Holms Høj, Kong Renes Høj (auf Langeland),
- Kong Lavses Grav (auf Lyø)
- Kong Arrilds Høj Grabhügel in Harrislee, Kong Knaps Dige (eine Wallanlage), Kong Lavses Grav, Kong Rans Høj (auf Jütland),
- Kong Dyves Sten, Kong Haralds Dysse, Kong Skjolds Høj, Kong Øres Grav, Kong Slags Dysse, Kong Svends Høj (ein Hügelgrab) und Kong Suders Høj (alle auf Seeland).